# Kiryū
Kiryū (jap. 桐生市 Kiryū-shi) – miasto w Japonii (środkowa część Honsiu), w prefekturze Gunma, na północ od Tokio. Ma powierzchnię 274,45 km². W 2020 r. mieszkały w nim 106 524 osoby, w 44 909 gospodarstwach domowych  (w 2010 r. 121 720 osób, w 46 651 gospodarstwach domowych).
W mieście rozwinął się przemysł spożywczy, metalowy, precyzyjny oraz jedwabniczy.